# Њивице
Њивице су насеље у Црној Гори, на југозападној обали херцегновског залива у Боки которској, код Игала. Географски гледано, то је последње туристичко место у Црној Гори идући ка западу (између Игала и Превлаке): од Херцег Новог удаљене су 7 км, од Игала 4 км, а од Дубровника, Хрватска, 45 км.
Ван туристичке сезоне, Њивице имају занемарљиво мали број становника. Пошто у Њивицама нема никаквог ноћног провода, најчешћи туристи су породице са млађом децом и старији људи којима је потребно мирно место за одмор.
У Њивицама је смештена летња резиденција Владе Црне Горе.
У непосредној близини су туристичка излетишта Добреч, Мамула, Жањице и Плава шпиља.